# إغناثيو أورتيز
إغناثيو أورتيز (بالإسبانية: Ignacio Ortíz) هو لاعب هوكي الحقل أرجنتيني، ولد في 26 يوليو 1987 في اوليفوس، بوينس آيرس في الأرجنتين.

## وصلات خارجية
- إغناثيو أورتيز على موقع الاتحاد الدولي للهوكي (الإنجليزية)
- إغناثيو أورتيز على موقع أوليمبيديا (الإنجليزية)